# Carl Trägårdh
Carl Ludvig Trägårdh, né le 20 septembre 1861 à Kristianstad (Suède) et mort le 5 juin 1899 à Paris, est un peintre suédois.

## Biographie
Carl Trägårdh naît à Kristianstad, en Suède, le 20 septembre 1861. Il est le fils de Lars Christopher Trägårdh et de Göthilda Euphrosyn Littorin. Il étudie avec Per Daniel Holm (sv) et Anders Kallenberg (sv) à l'Académie royale suédoise des Beaux-Arts à Stockholm, de 1881 à 1883,. De 1883 à 1884, il va étudier à Karlsruhe avec Hermann Baisch, puis en 1884-1885 à Munich avec Joseph Wenglein,.
Ensuite, il s'installe en France où il passe le reste de sa vie. Il participe à des expositions en France (Bordeaux en 1891) et en Suède (Helsingborg en 1897, Göteborg en 1898), ainsi qu'à l'Exposition universelle de 1893 à Chicago, où il est médaillé. Le chanteur Jean-Baptiste Faure devient son mécène et lui achète une quarantaine de tableaux.
Les tableaux de Trägårdh représentent principalement des paysages et des scènes pastorales. Plusieurs de ses œuvres sont conservées dans des musées suédois : le Nationalmuseum, le musée des Beaux-Arts de Göteborg et le musée Waldermasudde, ainsi qu'à l'université de Lund et dans des musées à Kristianstad, Norrköping, Uddevalla, Värmland et Luleå.

## Galerie

Paysage à Grez-sur-Loing, Nationalmuseum, 1889.
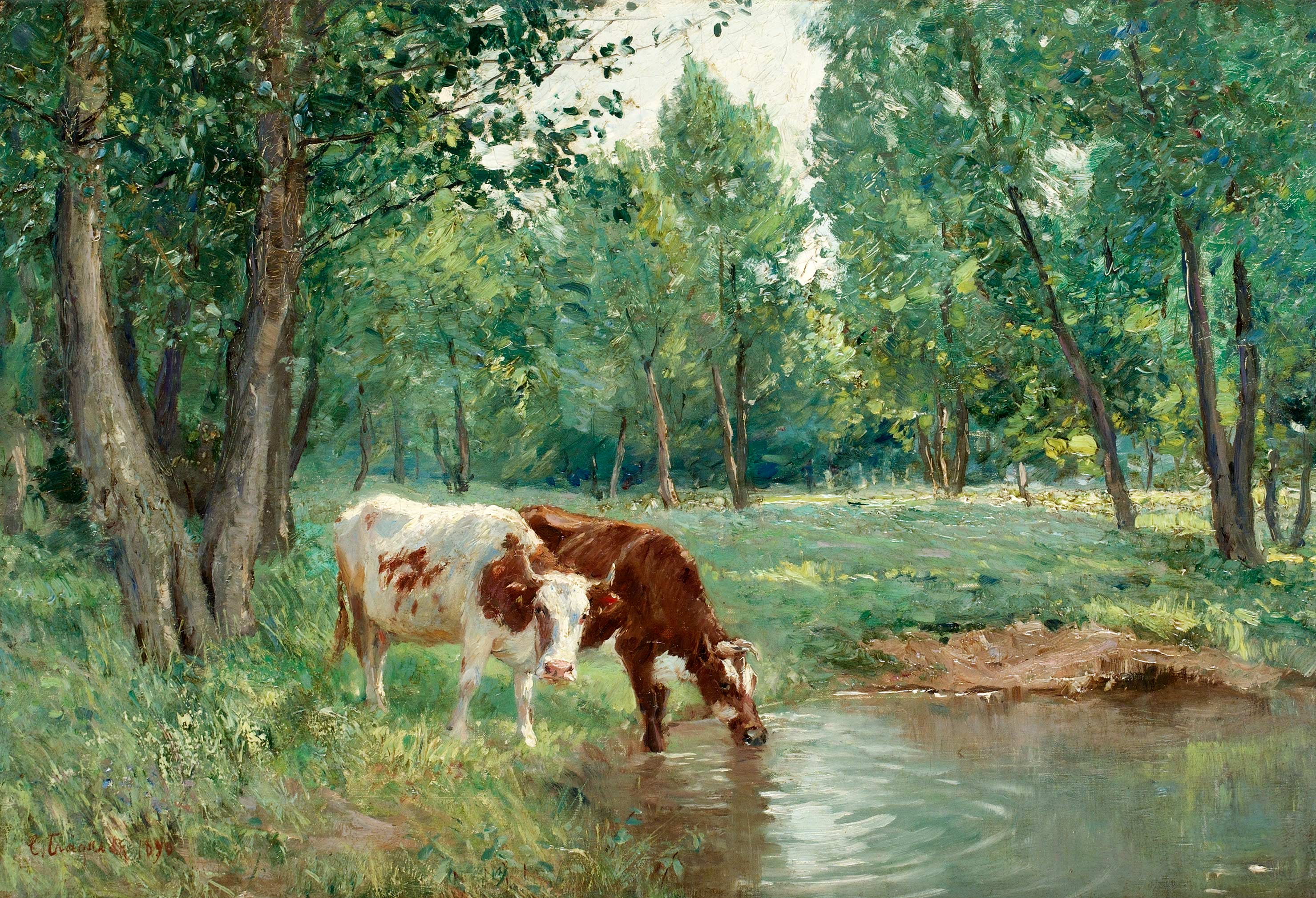
Paysage avec vaches, 1890.
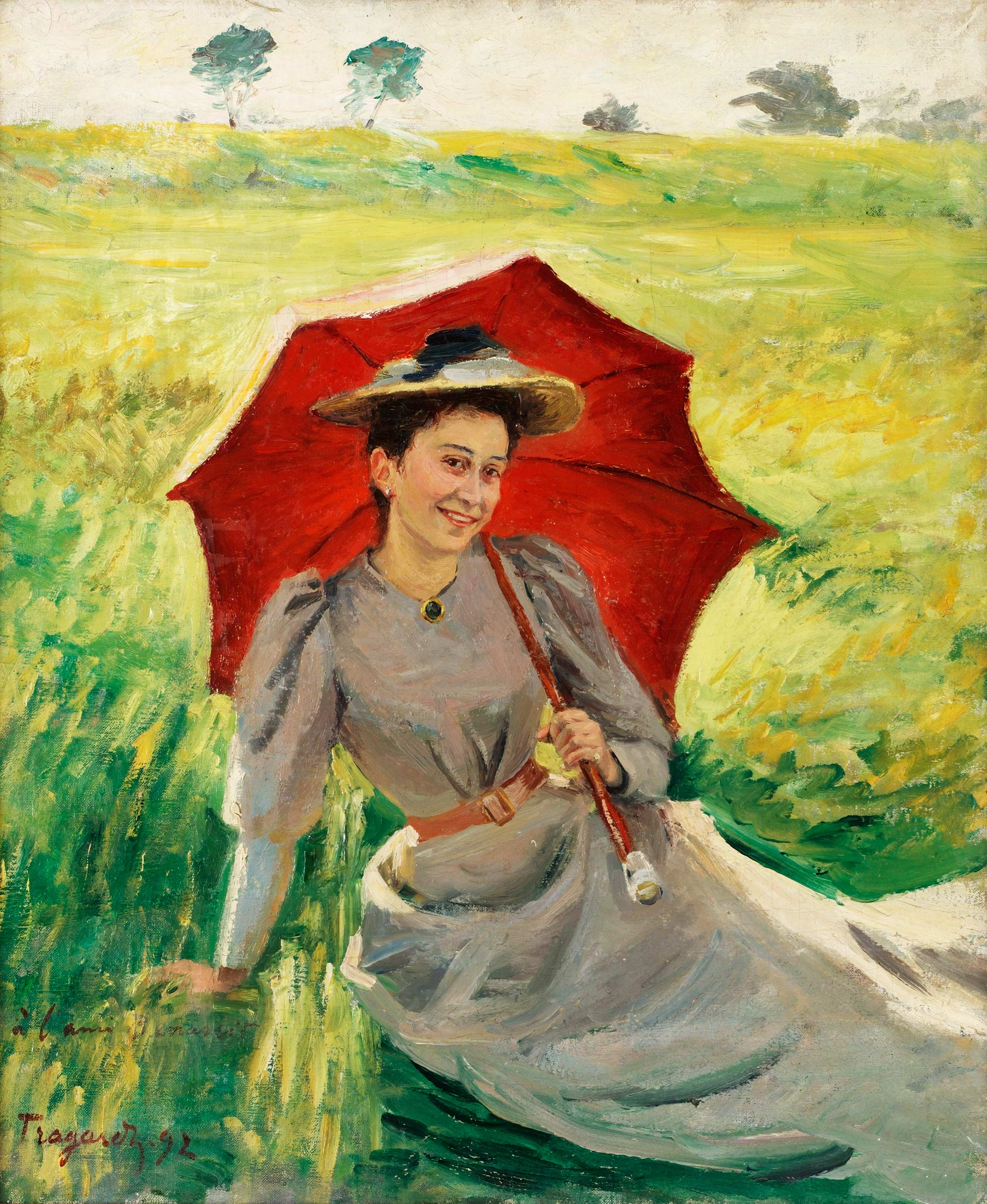
Femme avec un parasol rouge, 1892.
Paysage avec vaches, Nationalmuseum, v. 1890-96.
Paysage, v. 1890-96.
Vallflicka, Nationalmuseum, fin des années 1890.
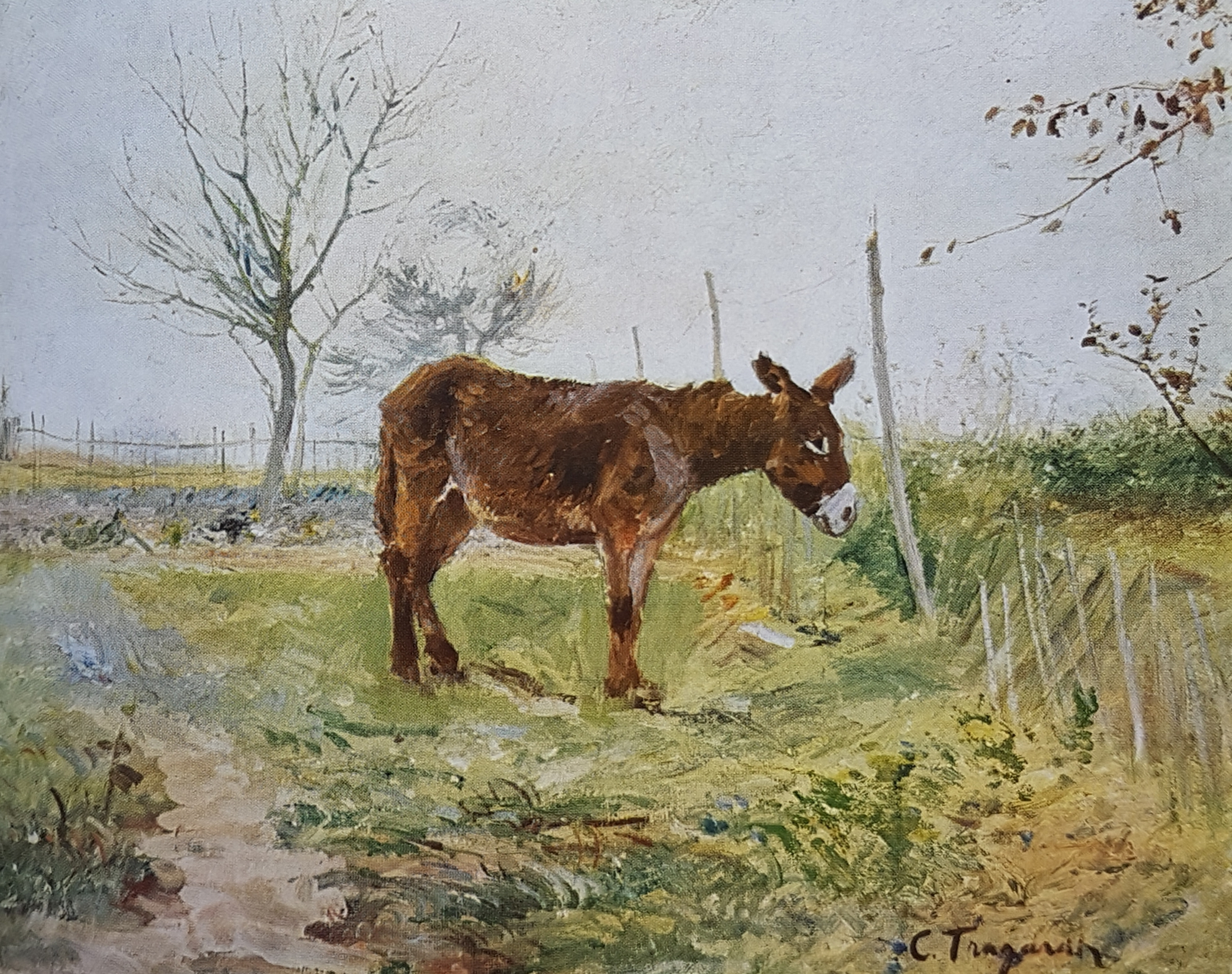
Âne, date inconnue.
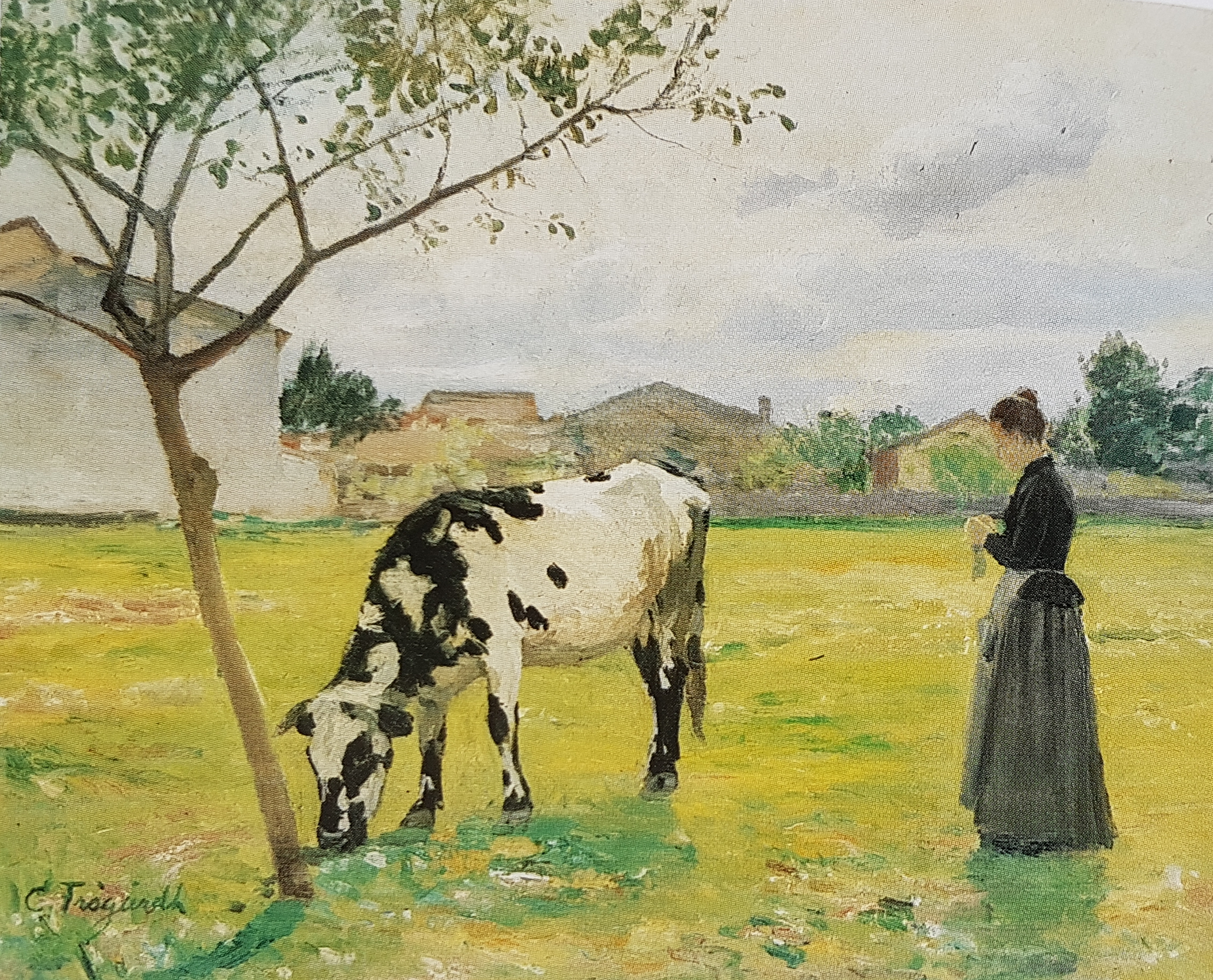
Paysage d'été avec une femme, date inconnue.

## Sources
- Carl Trägårdh dans Nordisk familjebok (en suédois)
- Lexikonett amanda och Kultur1 (en suédois)